# Romance en fa mineur (Dvořák)

La Romance en fa mineur op. 11 est une œuvre pour violon et orchestre d'Antonín Dvořák, composée en 1877.

## Histoire
Antonín Dvořák compose cette œuvre à partir du deuxième mouvement de son cinquième quatuor à cordes, Andante con moto. Il y travaille entre octobre 1873 et décembre 1877.
La version pour violon et orchestre B. 39 est créée le 9 décembre 1877 au Palais Žofín à Prague, par Josef Markus au violon et l'orchestre du théâtre provisoire de Prague sous la direction d'Adolf Čech.
Le compositeur écrit une version pour violon et piano B. 38, dédiée à František Ondříček.

## Discographie
- Josef Suk et l'Orchestre philharmonique tchèque dirigé par Karel Ančerl, 1960 (Supraphon)
- Itzhak Perlman et l'Orchestre philharmonique de Londres dirigé par Daniel Barenboim, 1975 (Warner Music)
- Pinchas Zukerman et l'Orchestre de chambre de Saint-Paul, 1987 (Philips Classics)
- Kyung-Wha Chung et l'Orchestre de Philadelphie dirigé par Ricardo Muti, 1988 (EMI Classics)
- Gil Shaham et l'Orpheus Chamber Orchestra, 1996 (Deutsche Grammophon)
- František Novotný et l'Orchestre philharmonique de chambre de Prague dirigé par Jiří Bělohlávek, 1996 (Matous)
- Arabella Steinbacher et le Rundfunk-Sinfonieorchester Berlin dirigé par Marek Janowski, 2009 (Pentatone)
- Anne-Sophie Mutter et l'Orchestre philharmonique de Berlin dirigé par Manfred Honeck, 2013 (Deutsche Grammophon)
- Jan Mráček et l'Orchestre symphonique national tchèque dirigé par James Judd, 2016 (Onyx)